# لويس غيرفازوني
لويز غيرفازوني (بالبرتغالية: Luís Gervasoni‏) الشهير باسم إيطاليا (بالبرتغالية: Itália‏) (22 مايو 1907 في ريو دي جانيرو ، البرازيل - 1963) لاعب كرة قدم برازيلي راحل كان يجيد اللعب في خط الدفاع . شارك مع منتخب البرازيل في بطولة كأس العالم لكرة القدم 1930 التي أقيمت في الأوروغواي وخرج من الدور الأول .

## روابط خارجية
- لويس غيرفازوني على موقع الاتحاد الدولي (مؤرشف)  (الإنجليزية)
- لويس غيرفازوني على موقع ناشيونال فوتبول تيمز (الإنجليزية)
- لويس غيرفازوني على موقع Soccerway.com (الإنجليزية)